# Mystères (roman)
Pour les articles homonymes, voir Mystères.
Mystères (en norvégien Mysterier) est un roman de l'écrivain norvégien Knut Hamsun, publié dans sa version définitive en 1892.

## Résumé
L'histoire retrace celle de Johan Nilsen Nagel fraîchement débarqué dans une petite ville côtière de Norvège. D'abord remarqué par son indifférence sur à peu près toutes choses pendant les premiers jours, Nagel se présente à l'hôtelier comme agronome et annonce qu'il pourrait demeurer ici quelques mois. Nagel fait la connaissance de Minûte, être pauvre et infirme, que toute la ville semble connaître. Il en apprend par sa bouche davantage sur la ville, sur le suicide récent de Karlsen et surtout sur Dagny Kielland, fille du pasteur, admirée pour sa beauté. Nagel la rencontre lui-même et elle fait sur lui une vive impression. Il la revoit à maintes reprises, se joignant à son groupe de connaissances amusé par le personnage de Nagel, étrange et plein de surprises. La personnalité de Nagel étonne, criarde à l'image de son éternel costume jaune, et est vite remarquée. Il finit par tomber éperdument amoureux de Dagny que ses histoires et ses contradictions embrouillent. Mais l'amour est impossible et Nagel sombre peu à peu dans la folie et le désespoir. Il demande la main de Martha Gude, une marchande d'œufs à qui il a auparavant acheté une vieille chaise sans valeur pour 200 couronnes, mais celle-ci la refuse et Nagel y voit l'œuvre mauvaise de Dagny et finit par se donner la mort.

## Contexte
L'oeuvre s'appuie sur l'atmosphère et la géographie d'une petite ville portuaire, Lillesand, «dont les maisons de bois blanc, les hôtels et les pensions restent aujourd'hui intacts autour du port», écrit le journaliste Jean-Louis Perrier, en 1996,..

## Traductions françaises
- Mysterier (1892) Publié en français sous le titre Mystères, traduit (version tronquée) par Georges Sautreau, Paris, éd. Rieder, 1937 ; traduit par Ingunn Guilhon, avec la collaboration de Alain-Pierre Guilhon, Paris, Calmann-Lévy, 1975  (ISBN 2-7021-0077-5) ; réédition dans le volume Knut Hamsun. Romans, Paris, Le Livre de poche, coll. « La Pochothèque », 1999  (ISBN 2-253-13243-8) ; rééd. Les Belles Lettres, Paris, coll. « Le Domaine étranger », 304 p., 2023  (ISBN 978-2251454474)